# لئو لروی
لئو لروی (انگلیسی: Léo Leroy؛ زادهٔ ۱۴ فوریهٔ ۲۰۰۰) بازیکن فوتبال اهل فرانسه است.
وی همچنین در تیم ملی فوتبال زیر ۱۹ سال فرانسه بازی کرده‌است.